# Uwe Tresp
Uwe Tresp (* 1967) ist ein deutscher Historiker.

## Leben
Tresp studierte Geschichte, Geographie und Politikwissenschaft an der Universität Potsdam (M.A. 1999). 2002 wurde er bei Heinz-Dieter Heimann an der Philosophischen Fakultät mit der Dissertation Söldner aus Böhmen. Im Dienst deutscher Fürsten: Kriegsgeschäft und Heeresorganisation im 15. Jahrhundert zum Dr. phil. promoviert.
Von 2003 bis 2008 war er wissenschaftlicher Mitarbeiter in zwei Forschungsprojekten am Geisteswissenschaftlichen Zentrum Geschichte und Kultur Ostmitteleuropas (GWZO) an der Universität Leipzig. Von 2009 bis 2011 war er wissenschaftlicher Mitarbeiter am DFG-geförderten Sonderforschungsbereich 496 („Symbolische Kommunikation und gesellschaftliche Wertesysteme vom Mittelalter bis zur französischen Revolution“) / Teilprojekt A 10 („Symbolische Kommunikation in Herrschaftsverständnis und Herrschaftspraxis Kaiser Karls IV. (1346–1378)“) unter der Leitung von Eva Schlotheuber an der Westfälischen Wilhelms-Universität in Münster. 2011 wechselte Tresp als wissenschaftlicher Mitarbeiter an das Historische Institut der Universität Potsdam (Heinz-Dieter Heimann, Professur Geschichte des Mittelalters) und 2014 an das Institut für Geschichtswissenschaften der Heinrich-Heine-Universität Düsseldorf (Eva Schlotheuber, Professur für Mittelalterliche Geschichte). Außerdem ist er Gastwissenschaftler am Institut für Geschichtswissenschaften der Humboldt-Universität zu Berlin (Michael Menzel, Professur Mittelalterliche Geschichte und Landesgeschichte).
Seine Forschungsschwerpunkte sind in den Bereichen Geschichte des Mittelalters, Länder- und Militärgeschichte zu finden.

## Auszeichnungen
- 2003: Dr. Elisabeth Hamacher-Stiftungspreis im Fach Mittelalterliche Geschichte des Historischen Instituts der Universität Potsdam
- 2004: Werner-Hahlweg-Preis für Militärgeschichte und Wehrwissenschaften (1. Preis)

## Schriften (Auswahl)

### Monografien
- Söldner aus Böhmen. Im Dienst deutscher Fürsten. Kriegsgeschäft und Heeresorganisation im 15. Jahrhundert (= Krieg in der Geschichte, Band 19). Schöningh, Paderborn u. a. 2004, ISBN 3-506-71744-8.

### Herausgeberschaften
- mit Heinz-Dieter Heimann: Thüringische und böhmische Söldner in der Soester Fehde. Quellen zum landesherrlichen Militärwesen im 15. Jahrhundert aus thüringischen und sächsischen Archiven. Verlag für Berlin-Brandenburg, Potsdam 2002, ISBN 3-935035-35-7.
- mit André Thieme: Eger 1459. Fürstentreffen zwischen Sachsen, Böhmen und ihren Nachbarn: dynastische Politik, fürstliche Repräsentation und kulturelle Verflechtung. Im Rahmen des Projektes „Grenzräume. 550 Jahre Vertrag zu Eger“. Stekovics, Dößel 2011, ISBN 978-3-89923-285-1.
- mit Heinz-Dieter Heimann, Klaus Neitmann: Die Nieder- und Oberlausitz – Konturen einer Integrationslandschaft. 2 Bände, Lukas Verlag, Berlin 2013/14.
- mit Sascha Bütow, Peter Riedel: Das Mittelalter endet gestern. Beiträge zur Landes-, Kultur- und Ordensgeschichte (= Studien zur brandenburgischen und vergleichenden Landesgeschichte, Band 16). Lukas Verlag, Berlin 2014, ISBN 978-3-86732-188-4.
- Mario Müller, Karl-Heinz Spieß: Generationsübergreifende Verträge und Strategien im europäischen Vergleich in Spätmittelalter und Früher Neuzeit (= Studien zur brandenburgischen und vergleichenden Landesgeschichte, Band 17). Lukas Verlag, Berlin 2014, ISBN 978-3-86732-190-7.